# Hugel & Fils

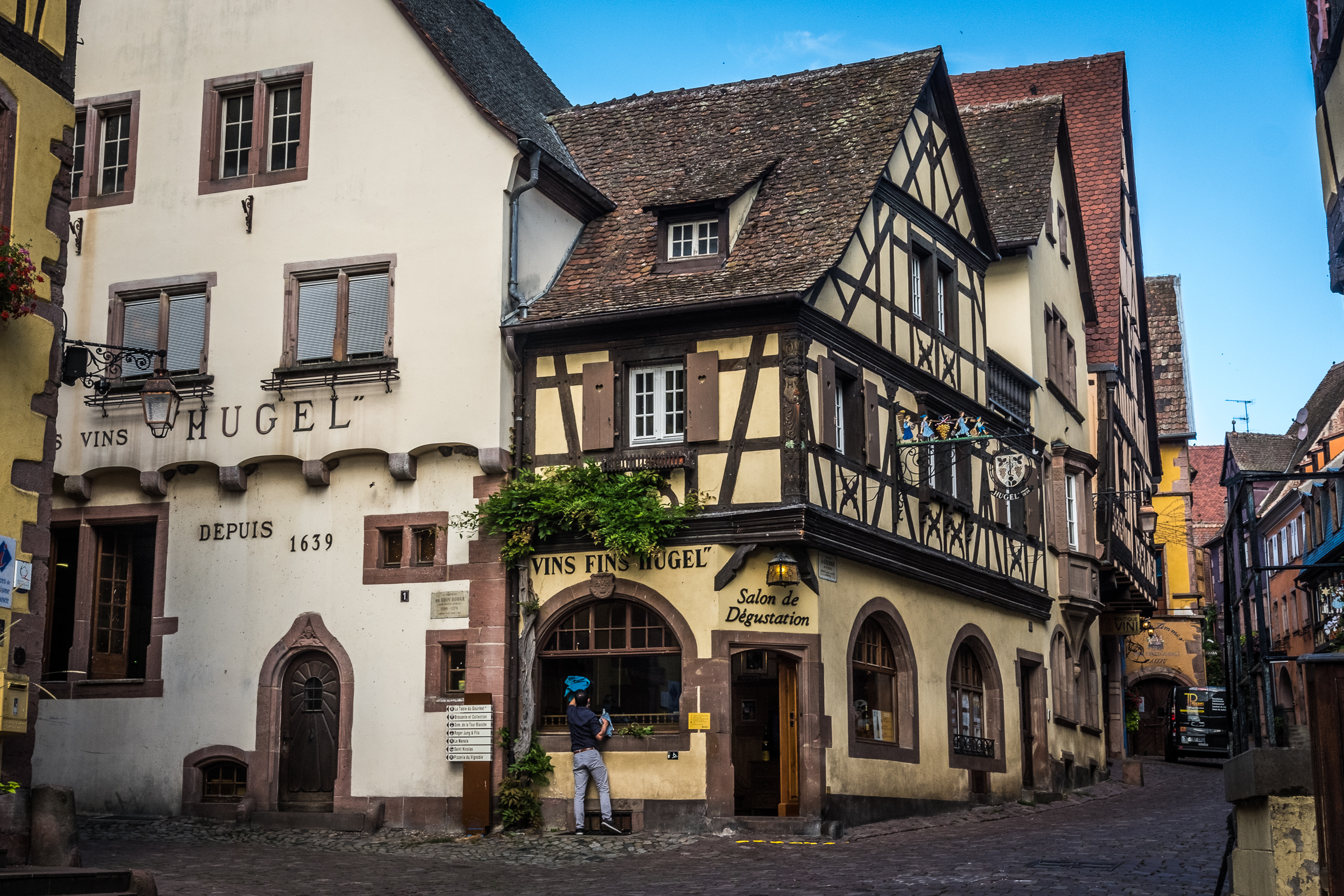
Hugel et fils seit 1902 in Riquewihr.

Hugel et fils, in Riquewihr, ist einer der führenden Weinerzeuger im Elsass. Das Haus wurde im Jahre 1639 gegründet und ist noch heute aktiv. Seine Geschichte wird durch die Organisation von traditionsreichen Familienunternehmen Association les Hénokiens bestätigt. Bekannte Familienmitglieder waren Hans Ulrich Hugel, Frédéric Émile Hugel und Jean Hugel.
Dieses Haus vinifiziert Premium-Weine aus den eigenen Weinbergen und beliefert größere Märkte als Weinhändler. Diese Weinhandelstätigkeit berücksichtigt ausgewählte Erzeuger mit langfristigen Lieferverträgen. Hugel et fils hat eine starke Präsenz in ausländischen Märkten und exportiert fast 80 % seiner Weine. Die Familie Hugel ist Mitglied der Primum Familiae Vini.

## Geschichte

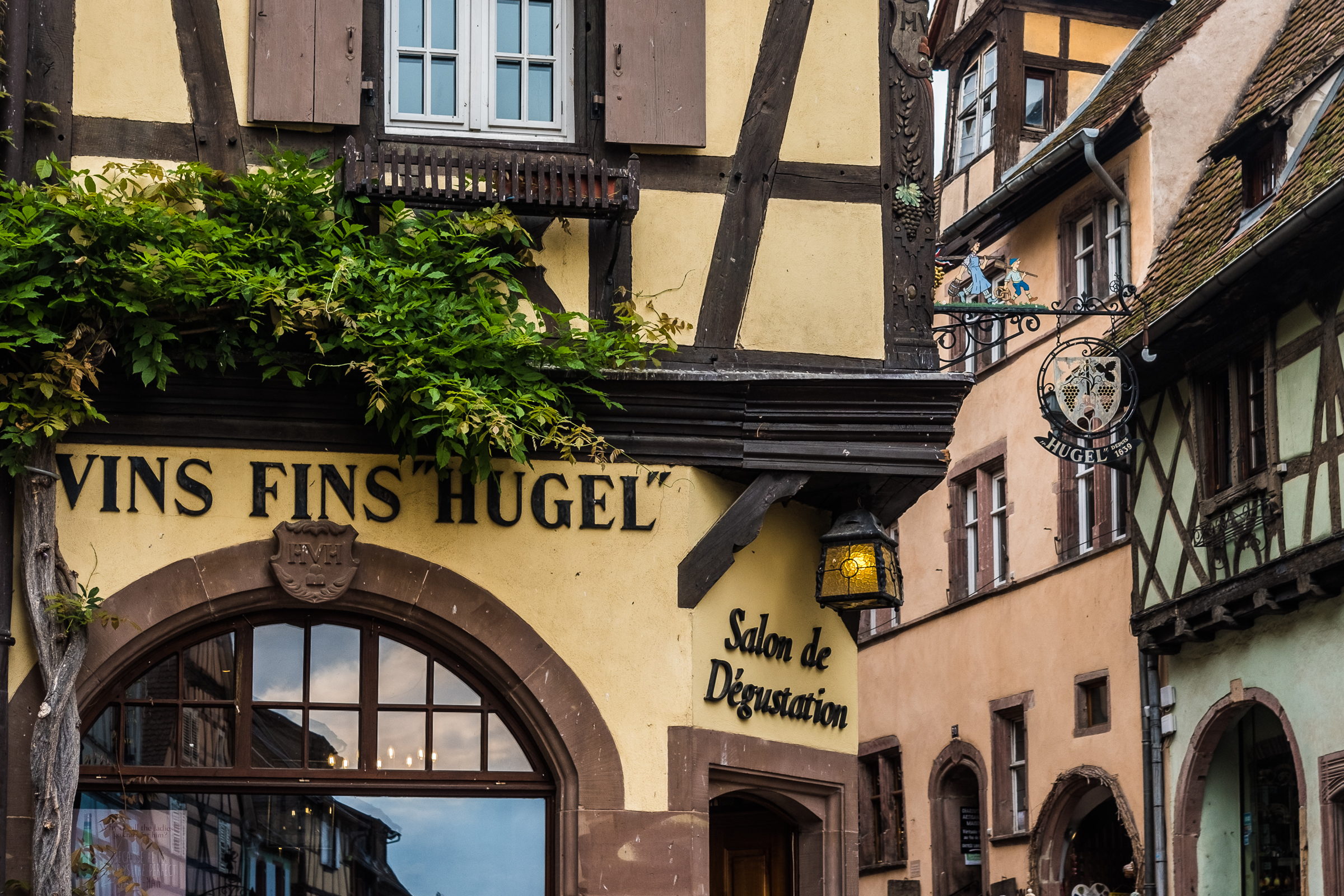
Hugel et Fils in Riquewihr.

Das Haus Hugel wurde 1639 in Riquewihr von Hans Ulrich Hugel gegründet, der die Schweiz während des Dreißigjährigen Krieges verlassen hatte.
Seit 1575 war es in Riquewihr unter Androhung einer Geldstrafe verboten andere Reben zu pflanzen und zu erziehen als die Edle Weinrebe. Dies erlaubte der Stadt bis in das frühe 17. Jahrhundert die renommiertesten Weine des Heiligen Römischen Reiches zu erzeugen. Während des 18. und 19. Jahrhunderts festigte die Familie Hugel durch ihre Kompetenz und ihren Anspruch ihren regionalen Ruf.
In der Zeit zwischen Französischer Revolution und dem Krieg von 1870, wurden im Elsass viele Weinberge aufgelassen. Das Auftreten von Mehltau, falschem Mehltau und Reblaus verursachte einen Rückgang in der Qualität der Weine aus dem Elsass. Im Jahr 1902 siedelte Émile Hugel sich im Zentrum von Riquewihr an. Nach dem Ende des Ersten Weltkrieges und der Angliederung des Elsass an Frankreich wurden dort klar definierte Qualitätsstandards basierend auf dem System der Appellation d’Origine Contrôlée geschaffen, die regulieren, dass die Eigenschaften der Erzeugnisse annähernd gleich bleiben sollen. Émile Hugel wurde zum Protagonisten dieser Qualitätsphilosophie.

## Weine
Das Haus „Hugel et fils“ teilt seine Weine in sechs Klasen auf: Hugel qualité, Hugel tradition, Hugel jubilé, Hommage à Jean Hugel, Hugel vendanges tardives et Hugel sélections de grains nobles.

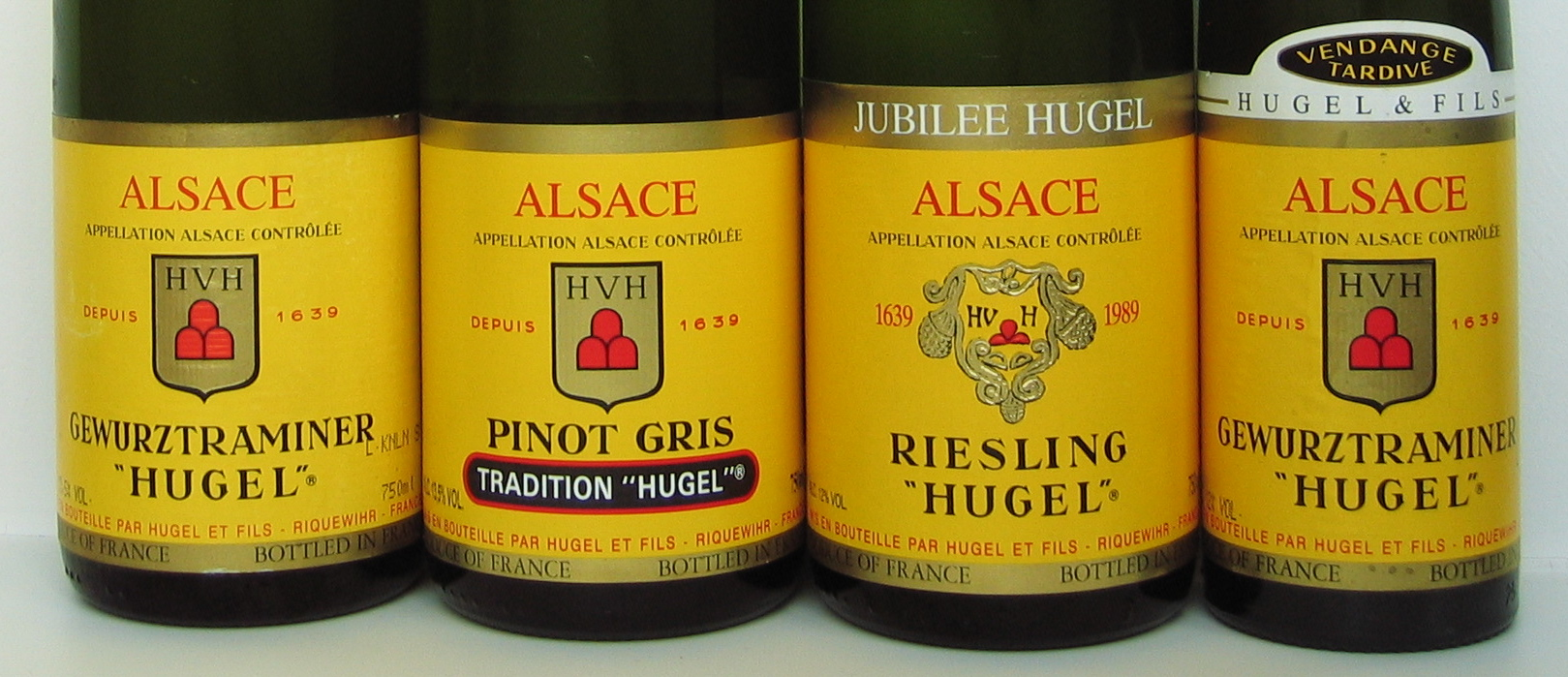
Vier Weine aus der Produktionspalette von Hugel et fils.

Für den Ausbau dieser Weine wurden ausgewählte Rebsorten verwendet Pinot Gris, Pinot Noir, Riesling und Gewürztraminer.